# Carl Traut
Carl Traut (auch: Karl Traut, * 4. November 1872 in Fischeln bei Krefeld; † 5. Dezember 1956 in Krefeld) war ein deutscher Schriftsteller. 

## Leben
Carl Traut lebte in Krefeld. Er war Verfasser von erzählenden Werken und Theaterstücken. 

## Werke
- Auf Sohle III. Ein Bergmannsdrama in 3 Aufzügen, Oesterheld, Berlin 1930.
- Ein Kampf um die Macht. Schausp. in 3 Akten, Oesterheld, Berlin 1934. Wurde nach Ende des Zweiten Weltkrieges in der Sowjetischen Besatzungszone auf die Liste der auszusondernden Literatur gesetzt.[1]
- Das Leben rollt. Meister, Werdau 1935.
- Der Vagabund und seine Geige. Ein Gottsucher-Roman, Thomas-Verlag, Kempen am Niederrhein 1946.